# Péninsule d'Atsumi
La péninsule d'Atsumi (渥美半島, Atsumi-hantō) est une péninsule située dans le sud-est de la préfecture d'Aichi au Japon.

## Géographie

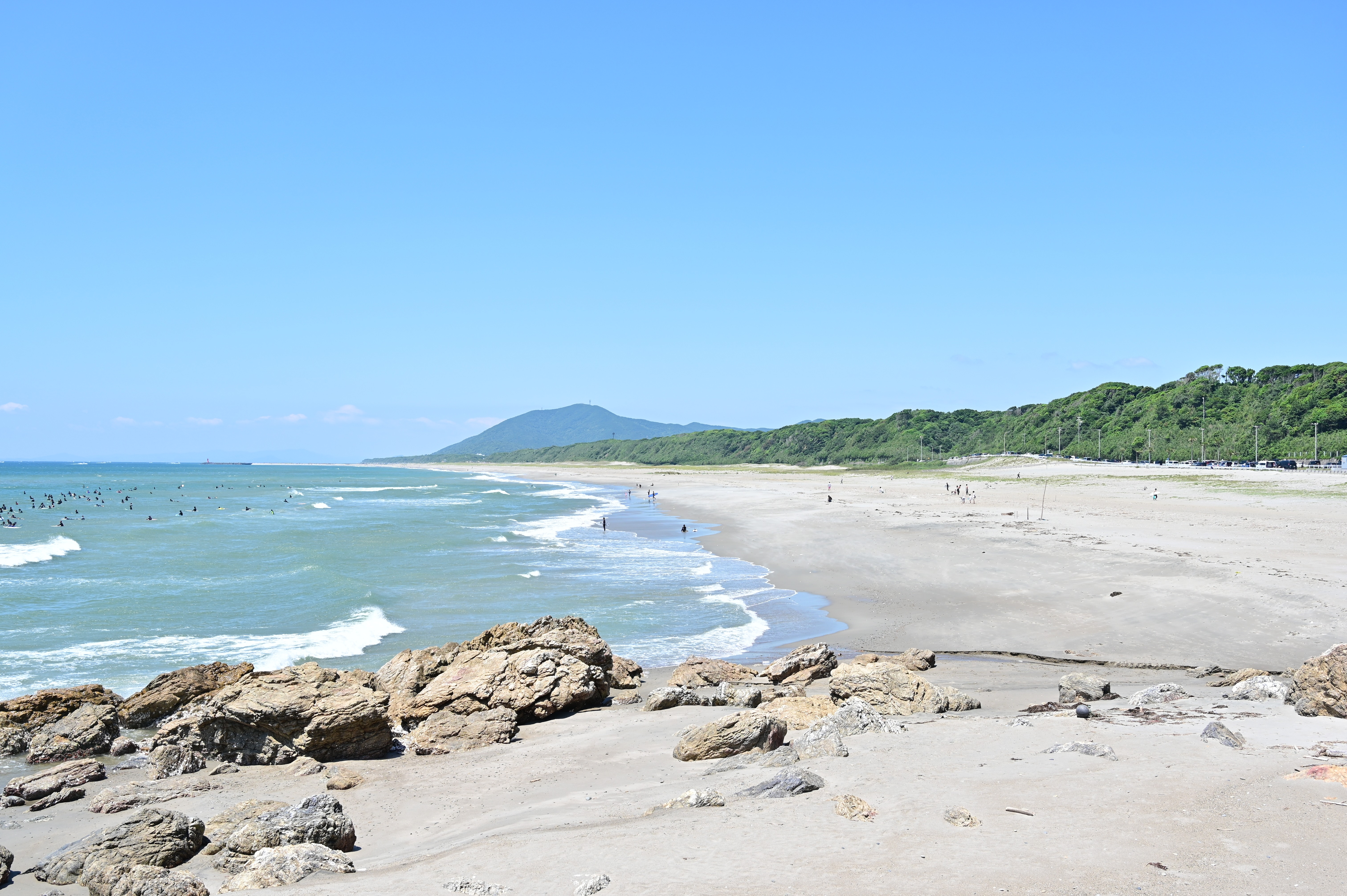
La plage d'Akabane.

La péninsule d'Atsumi, longue de 50 km, s'étend sur les deux villes de Tahara et Toyohashi dans la préfecture d'Aichi. Elle est bordée par la baie de Mikawa au nord et la mer d'Enshū au sud.
À l'extrémité sud-ouest de cette péninsule se trouve le cap Irago.
La côte sud de la péninsule est une longue plage de sable presque ininterrompue du cap Irago jusqu'au lac Hamana à Hamamatsu, et même au-delà jusqu'au cap Omae dans la préfecture de Shizuoka.
Non loin du port d'Akabane, s'étend sur 3 km la plage d'Akabane, prisée des surfeurs et surnommée « Long Beach ».
La côté nord est en partie aménagée avec les ports d'Irago près du cap Irago, de Tahara et Mikawa au nord-est de la ville de Tahara, et celui de Toyohashi. À Toyoshi, un vaste parc omnisports est ouvert au public le long du front de mer, en baie de Mikawa.
Le point le plus haut de la péninsule est le mont Daisen dont le sommet est situé à 325 m au-dessus du niveau de la mer.